# Pension personnelle du président de la république d'Azerbaïdjan
La pension personnelle du président de la république d'Azerbaïdjan (Azərbaycan Respublikası Prezidentinin fərdi təqaüdü) est une pension personnelle pour les personnes qui ont apporté une grande contribution au développement du peuple azerbaïdjanais. 

## Historique
Elle est créée par décret du président de la république d'Azerbaïdjan du 11 juin 2002 dans le but d'évaluer les mérites des personnalités littéraires et artistiques de l'Azerbaïdjan, des personnes qui ont apporté une grande contribution à la science, à l'éducation, à la culture, à l'économie et à l'administration publique , et d'autres domaines et d’améliorer leur statut social.

## Conditions
La bourse individuelle est accordée aux frais du budget de l'État sur décision du président de la république d'Azerbaïdjan.
Conformément au décret portant création de la bourse, 500 bourses individuelles d'un montant de 1 000 manats chacune ont été déterminées.
Selon les statistiques officielles, début 2014, 434 personnes bénéficient d'une bourse personnelle du président.